# Parapolybia escalerae
Parapolybia escalerae är en getingart som först beskrevs av Meade-waldo 1911.  Parapolybia escalerae ingår i släktet Parapolybia och familjen getingar. Inga underarter finns listade i Catalogue of Life.